# Грал-Мириц
Грал-Мириц (њем. Graal-Müritz) општина је у њемачкој савезној држави Мекленбург-Западна Померанија. Једно је од 59 општинских средишта округа Бад Доберан. Према процјени из 2010. у општини је живјело 4.278 становника. Посједује регионалну шифру (AGS) 13051022.

## Географски и демографски подаци
Грал-Мириц се налази у савезној држави Мекленбург-Западна Померанија у округу Бад Доберан. Општина се налази на надморској висини од 2 метра. Површина општине износи 8,2 km². У самом мјесту је, према процјени из 2010. године, живјело 4.278 становника. Просјечна густина становништва износи 520 становника/km².